# Giovanni Battista Bussi de Pretis
Giovanni Battista Bussi de Pretis (Urbino, 11 settembre 1721 – Jesi, 27 giugno 1800) è stato un cardinale e vescovo cattolico italiano.

## Biografia
Nacque a Urbino l'11 settembre 1721, figlio di Francesco Maria de Pretis, nobile, e di Lucrezia di Porto, originaria di Ravenna. Studiò presso l'Università di Urbino, dove conseguì un dottorato in utroque iure, sia in legge canonica che civile.
Papa Pio VI lo elevò al rango di cardinale nel concistoro del 21 febbraio 1794.
Morì il 27 giugno 1800 all'età di 78 anni. Fu sepolto nel Duomo di Jesi.

## Genealogia episcopale
La genealogia episcopale è:
- Cardinale Scipione Rebiba
- Cardinale Giulio Antonio Santori
- Cardinale Girolamo Bernerio, O.P.
- Arcivescovo Galeazzo Sanvitale
- Cardinale Ludovico Ludovisi
- Cardinale Luigi Caetani
- Cardinale Ulderico Carpegna
- Cardinale Paluzzo Paluzzi Altieri degli Albertoni
- Papa Benedetto XIII
- Papa Benedetto XIV
- Papa Clemente XIII
- Cardinale Enrico Benedetto Stuart
- Cardinale Giovanni Battista Bussi de Pretis